# Paramormyrops longicaudatus
Paramormyrops longicaudatus är en fiskart som först beskrevs av Taverne, Thys van den Audenaerde, Heymer och Géry, 1977.  Paramormyrops longicaudatus ingår i släktet Paramormyrops och familjen Mormyridae. IUCN kategoriserar arten globalt som sårbar. Inga underarter finns listade i Catalogue of Life.